# Miloš Karišik
Miloš Karišik (srbskou cyrilicí Mилoш Kapишик, * 7. říjen 1988, Novo Selo, SFR Jugoslávie) je srbský fotbalový obránce a bývalý mládežnický reprezentant, od léta 2017 hráč klubu FK Javor Ivanjica. Mimo Srbsko působil na klubové úrovni v České republice v FC Slovan Liberec.

## Klubová kariéra
Karišik začal svoji kariéru v týmu FK Partizan. V roce se upsal mužstvu FK Teleoptik, kde za pět let stihl nastřádat celkem 129 startů. V zimě 2011 se ale rozhodl pro změnu a přestoupil do jiného srbského celku FK Smederevo.

### FC Slovan Liberec
V létě 2011 přišel na hostování do českého klubu FC Slovan Liberec, kam následně po půl roce přestoupil.
V české nejvyšší lize debutoval 6. srpna 2011 proti Slavii Praha (výhra 2:1).
Nastoupil v utkání předkola play-off (resp. 4. předkolo) Evropské ligy 2012/13 proti ukrajinskému týmu Dněpr Dněpropetrovsk. 23. srpna 2012 remizoval Liberec doma 2:2, v odvetě 30. srpna na Ukrajině prohrál 2:4 a do skupinové fáze Evropské ligy se nekvalifikoval. Miloš zasáhl jako střídající hráč do druhého střetnutí, šel na hřiště ve 27. minutě.
S týmem se probojoval do Evropské ligy UEFA 2013/14, kde zažil vyřazení v šestnáctifinále proti nizozemskému AZ Alkmaar. Liberec obsadil v Gambrinus lize pohárovou příčku a následující sezonu se Karišik představil v Evropské lize UEFA 2014/15. V 1. české lize se poprvé trefil 17. května 2015 (po 4 letech od příchodu do týmu) proti FC Hradec Králové, vítězným gólem přispěl k výhře 2:0 a slavil záchranu Liberce v nejvyšší lize. Se Slovanem Liberec v sezóně 2014/15 podstoupil boje o záchranu v 1. české lize, a ta se zdařila. S týmem však vybojoval triumf v českém poháru. Během svého angažmá v Liberci (do léta 2016 včetně hostování) odehrál 47 střetnutí v 1. české lize, v nichž vstřelil jednu branku.

### FK Javor Ivanjica
V červenci 2016 se vrátil do Srbska a posílil tamější prvoligový klub FK Javor Ivanjica.